# Saint-Goussaud
Saint-Goussaud este o comună în departamentul Creuse din centrul Franței. În 2009 avea o populație de 202 de locuitori.

## Evoluția populației
| An        | 1975 | 1982 | 1990 | 1999 | 2006 | 2009 |
| --------- | ---- | ---- | ---- | ---- | ---- | ---- |
| Populație | 285  | 271  | 238  | 213  | 210  | 202  |